# Oratorio di Nostra Signora Assunta (Portofino)
L'oratorio di Nostra Signora Assunta è un luogo di culto cattolico situato nel comune di Portofino, in via Roma, nella città metropolitana di Genova.

## Storia e descrizione

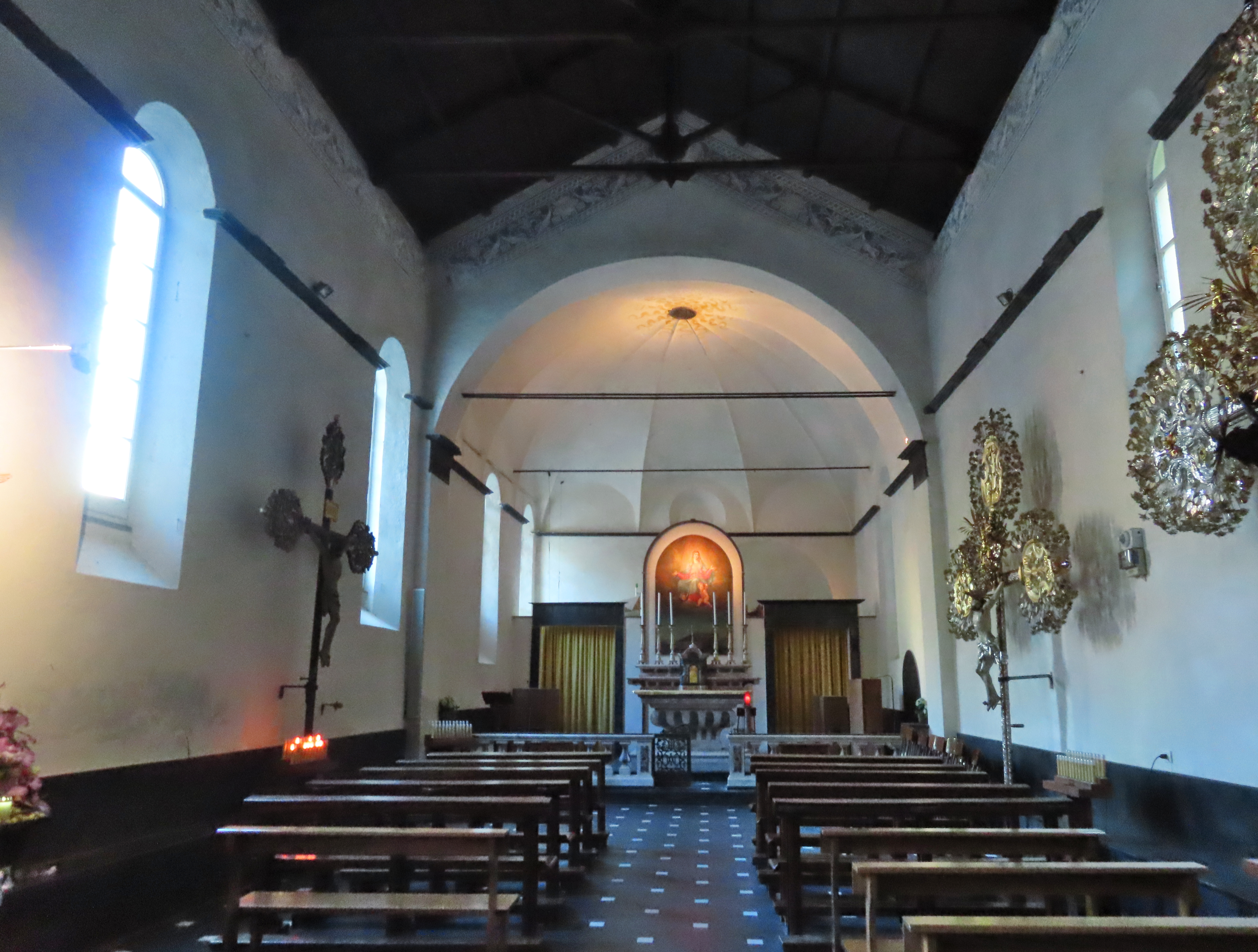
La navata

L'oratorio, intitolato all'Assunta e sede della confraternita, fu fondata dalla stessa comunità dei Disciplinanti nel XIV secolo. Nel corso del XV secolo subì diverse modifiche strutturali che ne modificarono ampiamente l'aspetto originario trecentesco.
All'esterno presenta, sulla entrata principale, un portale in ardesia risalente al rinascimento e sormontato da una lunetta del 1555; tale lunetta rappresenta in un bassorilievo la Madonna col Bambino circondata dai confratelli della locale confraternita.
All'interno sono collocati due grandi crocifissioni processionali - uno bianco e uno nero -  i quali pesano rispettivamente 105 e 115 chilogrammi; ancora oggi vengono portati in processione in occasione della festa patronale di san Giorgio.